# Merrill (Iowa)
Merrill ist eine Kleinstadt (mit dem Status „City“) im Plymouth County im US-amerikanischen Bundesstaat Iowa. Im Jahr 2010 hatte Merrill 755 Einwohner, deren Zahl sich bis 2016 auf 741 verringerte. Das U.S. Census Bureau hat bei der Volkszählung 2020 eine Einwohnerzahl von 717 ermittelt.
Merrill ist Teil der Sioux City metropolitan area, die sich auch über die Staatsgrenzen nach Nebraska und South Dakota erstreckt.

## Geografie
Merrill liegt im Nordwesten Iowas am Floyd River, der über den Missouri zum Stromgebiet des Mississippi gehört.
Die Schnittpunkte der Bundesstaaten Iowa, South Dakota und Minnesota sowie der Staaten Iowa, South Dakota und Nebraska liegen 112 km nordnordwestlich sowie 34 km südwestlich von Merrill.
Die geografischen Koordinaten von Merrill sind 42° 43′ 11″ nördlicher Breite und 96° 14′ 55″ westlicher Länge. Die Stadt erstreckt sich über eine Fläche von 1,48 km² und ist die größte Ortschaft innerhalb der Plymouth Township.
Nachbarorte von Merrill sind Le Mars (12 km nordnordöstlich), Neptune (14,2 km südöstlich), Hinton (11,3 km südsüdwestlich), Adaville (16 km westnordwestlich), Ruble (22,8 km nordwestlich) und Brunsville (12,2 km nordnordwestlich).
Die nächstgelegenen größeren Städte sind die Twin Cities in Minnesota (Minneapolis und Saint Paul) (408 km nordöstlich), Rochester in Minnesota (409 km ostnordöstlich), Cedar Rapids (438 km ostsüdöstlich), Iowas Hauptstadt Des Moines (348 km südöstlich), Kansas City in Missouri (477 km südsüdöstlich), Nebraskas größte Stadt Omaha (191 km südlich) und South Dakotas größte Stadt Sioux Falls (130 km nordnordwestlich).

## Verkehr
Der entlang des Floyd River verlaufende U.S. Highway 75 führt von Nordnordost nach Südsüdwest durch das Stadtgebiet von Merrill. Alle weiteren Straßen sind untergeordnete Landstraßen, teils unbefestigte Fahrwege sowie innerörtliche Verbindungsstraßen.
Parallel zum US 75 und des Floyd River verläuft eine Eisenbahnstrecke der Union Pacific Railroad durch Merrill, die für den Frachtverkehr genutzt wird.
Mit dem Le Mars Municipal Airport befindet sich 9 km nordnordöstlich ein kleiner Flugplatz für die Allgemeine Luftfahrt. Der nächste Verkehrsflughafen ist der Sioux Gateway Airport in Sioux City (43 km südsüdwestlich).

## Bevölkerung
Nach der Volkszählung im Jahr 2010 lebten in Merrill 755 Menschen in 304 Haushalten. Die Bevölkerungsdichte betrug 510,1 Einwohner pro Quadratkilometer. In den 304 Haushalten lebten statistisch je 2,48 Personen.
Ethnisch betrachtet bestand die Bevölkerung zu 97,9 Prozent aus Weißen. Unabhängig von der ethnischen Zugehörigkeit waren 0,9 Prozent der Bevölkerung spanischer oder lateinamerikanischer Abstammung.
26,1 Prozent der Bevölkerung waren unter 18 Jahre alt, 58 Prozent waren zwischen 18 und 64 und 15,9 Prozent waren 65 Jahre oder älter. 47,8 Prozent der Bevölkerung waren weiblich.
Das mittlere jährliche Einkommen eines Haushalts lag im Jahr 2015 bei 52.500 USD. Das Pro-Kopf-Einkommen betrug 23.969 USD. 9,6 Prozent der Einwohner lebten unterhalb der Armutsgrenze.